# Mojorejo (Sindang Kelingi)
Mojorejo is een bestuurslaag in het regentschap Rejang Lebong van de provincie Bengkulu, Indonesië. Mojorejo telt 1843 inwoners (volkstelling 2010).